# إباحية الذكور المثليين: قضية تفرقة جنسية
إباحية الذكور المثليين: قضية تفرقة جنسية، هو كتاب للكاتب المعارض للإباحية ومؤيد للنسوية (كريسوفر أن. كيندال).

## الخلفية
كانت قضية «كتاب الأخوات الصغيرات والمركز التجاري الفني ضد كندا» في عام 2000 أول اختبار لمعرفة إذا كان قرار «أر. ضد باتلر» يمكن تطبيقه على إباحية الذكور والنساء المثلية. عقدت المحكمة أن إباحية الذكور والنساء المثليين تُعتبر بالفعل تفرقة جنسية.

## الفكرة
يؤيد (كريستوفر أن. كيندال) أستنتاجات المحكمة الكندية العليا في قرار «كتاب الأخوات الصغيرات والمركز التجاري الفني ضد كندا».
وفي دعمه للقضية، جادل (كيندال) أن إباحية الذكور المثليين تدعم السلوكيات الإجتماعية التي تساعد في خلق انعدام المساواة النظامية على أساس الجنس والميول الجنسية. ويعترض على حجج المحاميين المؤيدين للإباحية، بدلًا من ذلك يدّعي أن إباحية الذكور المثليين تدعم الكراهية للنساء وكراهية المثليين. بسبب ذلك، يؤمن (كيندال) أن إباحية الذكور المثليين يجب أن تُمنع تحت قوانين كندا المضادة للإباحية.

## التقييمات
ذكر (وليام دي. أريازا) في كتابته لمجلة «تاريخ الجنسانية» أنه مع أن الكتاب يبدي حجة قوية، إلا أن (كيندال) «يبالغ في قضيته، وبالتحديد, هو يقلل-في وجهة نظري- من الدور الذي يمكن أن تلعبه الإباحية المثلية في تخريب أفكار هيمنة الذكور، وفكرة الذكورة المبنية اجتماعيا عامة».

## وصلات خارجية
1. ↑  -· "GAY MALE PORNOGRAPHY: AN ISSUE OF SEX DISCRIMINATION, by Christopher N. Kendall". University of Maryland College of Behavioral and Social Sciences. Archived from the original on 2012-03-17. Retrieved 2012-10-05.
2. ↑  "Gay Male Pornography: An Issue of Sex Discrimination (review)". Project MUSE. Retrieved 2012-10-03